# Palaeocarcharias stromeri
Palaeocarcharias stromeri è un pesce cartilagineo estinto, appartenente agli elasmobranchi. Visse nel Giurassico superiore (Kimmeridgiano, circa 150 milioni di anni fa) e i suoi resti fossili sono stati ritrovati in Europa (Germania, Francia).

## Descrizione
L'aspetto di questo piccolo squalo doveva essere piuttosto simile a quello degli attuali orectolobidi, squali che solitamente vivono sul fondo. Il corpo era relativamente appiattito e dal profilo fusiforme. La dentatura, però, era molto diversa da quella degli orectolobidi: Palaeocarcharias possedeva infatti denti dalle cuspidi alte e di forma simile a quella dei denti dei lamniformi. La dentatura mostra una notevole eterodontia lineare e graduale.

## Classificazione
Non è chiaro a quale gruppo di squali appartenesse Palaeocarcharias. Inizialmente, data la sua dentatura, venne ascritto ai lamniformi, ma analisi più recenti lo hanno classificato come un membro degli orectolobiformi, dei carcariniformi o addirittura di un gruppo a sé stante (Palaeocarchariformes). Palaeocarcharias potrebbe essere un rappresentante basale degli orectolobiformi dotato di una dentatura assai specializzata, convergente con quella dei lamniformi.
I resti fossili di Palaeocarcharias sono stati ritrovati nei famosi giacimenti di Solnhofen ed Eichstätt in Germania e di Čerín in Francia.